# Riccardo Broschi

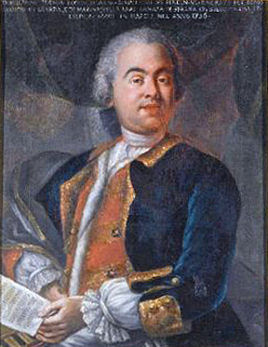
Riccardo Broschi

Riccardo Broschi (Napoli, 1698 circa – Madrid, 1756) è stato un compositore italiano, fratello del celebre castrato Farinelli (Carlo Broschi).

## Biografia
Trascorse con la famiglia buona parte della sua infanzia ad Andria. Nel 1711 tornò nella città natale, dove fu ammesso al Conservatorio di Santa Maria di Loreto. Le sue prime attività musicali documentate portano la data del 3 febbraio 1725, giorno in cui vennero eseguiti alcuni suoi lavori sacri durante la festività di San Biagio a Santa Maria del Popolo degl'Incurabili. Durante l'autunno dello stesso anno debuttò come operista con l'opera buffa La vecchia sorda al Teatro dei Fiorentini.
Nel 1727 a Roma rappresentò alla Chiesa Nuova il suo primo e unico oratorio, Il martirio di Santa Susanna Vergine, e l'anno successivo nella stessa città mise in scena la sua prima opera seria, L'isola di Alcina, al Teatro Tordinona. Seguì un periodo durante il quale diede diversi melodrammi, talvolta anche rivisti, nei principali teatri dell'Italia settentrionale, con i quali ottenne numerosi consensi: dapprima, nel 1729, fu a Parma, dove presentò Bradamante nell'isola di Alcina, revisione del lavoro già andato in scena precedentemente a Roma, successivamente a Venezia, dove nel 1730 rappresentò l'Idaspe, e infine nel 1731 a Torino, dove al Teatro Regio diede l'Ezio con un cast d'eccezione che comprendeva il fratello Farinelli, Faustina Bordoni e Antonio Montagnano. In seguito fu con il fratello a Bologna, dove divennero ambedue membri dell'Accademia Filarmonica. Tornato a Torino, mise in scena nel 1732 al Regio la sua opera più nota, Merope.
Nel 1734 fu a Londra con il fratello Carlo, dove costui fece il suo debutto nel palcoscenico inglese con l'Artaserse, pasticcio prodotto dal Riccardo in collaborazione con Johann Adolf Hasse. Di questo lavoro si ricorda l'aria di bravura Son qual nave ch'agitata composta dal compositore napoletano. L'anno successivo fu a Milano per la produzione della sua nuova opera Adriano in Siria, su libretto di Metastasio. Nel 1737 fu attivo per un breve periodo come compositore di musica alla corte del duca Carlo Alessandro di Württemberg. Tornato a Napoli, mise in scena il suo ultimo dramma, Demetrio, composto in collaborazione con Leonardo Leo; non riuscendo nella città partenopea ad ottenere importanti commissioni, nel 1739 decise di raggiungere il fratello Carlo a Madrid, dove nel 1737 quest'ultimo era diventato cantante di corte al servizio del sovrano Filippo V. Qui abbandonò la propria carriera musicale per intraprendere quella diplomatica come commissario della guerra e della marina. Tuttavia alcune lettere rinvenute presso l'archivio di Stato di Napoli rivelano che Riccardo Broschi nel 1744 tentò di acquisire la carica di maestro di cappella della corte reale napoletana.

## Considerazioni sull'artista
Broschi è principalmente conosciuto per le arie virtuose che compose per il fratello Carlo detto Farinelli. Orloff nel 1823 considerò il suo stile ricco di potenza, nobile senza pomposità, maestoso e sostenuto; non così magistrale come Leo e Jommelli, non così profondo e puro come Feo, ma con le più tenere espressioni. Di tutte le sue opere, che vennero cantate dai maggiori cantanti lirici dell'epoca, nessuna ci giunge integra, ma tutto si riduce a poche arie.
Riccardo Broschi, interpretato da Enrico Lo Verso, compare come co-protagonista, in una versione del tutto romanzata e priva di veridicità, nel film Farinelli - Voce regina del 1994 di Gèrard Corbiau.

## Composizioni

### Opere
- La vecchia sorda (opera buffa, libretto di S. Saddumene, 1725, Napoli, perduta)
- L'isola di Alcina (opera seria, libretto di A. Fanzaglia, 1728, Roma; revisionata come Bradamante nell'isola di Alcina, 1729, Parma, perduta)
- Idaspe (opera seria, libretto di G. P. Candi e Domenico Lalli, 1730, Venezia)
- Ezio (opera seria, libretto di Pietro Metastasio, 1731, Torino, perduta)
- Arianna e Teseo (opera seria, libretto di Pietro Pariati, 1731, Milano, perduta)
- Merope (opera seria, libretto di Apostolo Zeno, 1732, Torino)
- Artaserse (pasticcio, 1734, Londra; in collaborazione con Johann Adolf Hasse)
- Adriano in Siria (opera seria, libretto di Pietro Metastasio, 1735, Milano, perduta)
- Demetrio (3° atto) (opera seria, libretto di Pietro Metastasio, 1738, Napoli; in collaborazione con Leonardo Leo (2° atto) e di un altro compositore anonimo (3° atto), perduta)

### Altri lavori
- Il martirio di Santa Susanna Vergine (oratorio, 1727, Roma)
- Lucilla e Tirsi (cantata)
- Varie arie